# Strander Friesisch
Die Mundart Strander Friesisch war eine friesische Mundart, die ursprünglich auf der 1634 untergegangenen Insel Strand, deren Überreste die Inseln Pellworm und Nordstrand und die Hallig Nordstrandischmoor sind, gesprochen wurde. Das Strander Friesisch gehörte zur festlandfriesischen Gruppe der Nordfriesischen Sprache.

## Geschichte
Auf der großen Insel Strand, zu der fünf Harden gehörten, wurde kein einheitlicher friesischer Dialekt gesprochen. Zumindest teilte Peter Sax (1597–1662) mit, dass in den Strander Kirchspielen Morsum, Hamm und Lith der Dialekt der Lundenbergharde verbreitet gewesen sei, zu der sie vor der Zweiten Marcellusflut 1362 gehört hatten. Der Lundenberger Dialekt, zumindest der in Morsum, Hamm und Lith gesprochene, unterschied sich jedoch nur wenig vom Strander Friesisch, wie der Übersetzer des Kleinen Katechismus in seinem Vorwort schrieb.
In der Burchardiflut 1634 verlor in Großteil der Einwohner der Insel Strand das Leben. Nur auf Pellworm gelang es den Einheimischen, die durchbrochenen Deiche zu erneuern und die überfluteten Köge zurückzugewinnen. Auf Nordstrand fehlte den Überlebenden die Mittel zur Wiedereindeichung, so dass immer mehr Land verloren ging. Nach dem Spatenrecht verloren sie damit ihr Eigentumsrecht, deshalb viele auswanderten oder sich auf den Halligen niederließen. Schließlich erhielten holländische Investoren einen Oktroy, die ihre eigenen Arbeiter aus ihrer Heimat in den neugewonnenen Kögen ansiedelten. Daraufhin verließen auch die meisten verbliebenen Einheimischen die Insel. Auf Nordstrand starb das Friesische daher schon im 17. Jahrhundert aus.
Auf Pellworm hingegen hat sich das Friesische bis in das 18. Jahrhundert gehalten. Um 1757 konnte der Husumer Bürgermeister, Advokat und Stadtchronist Johann Laß noch über Pellworm schreiben: „Die Einwohner reden unter sich mehrentheils die fresische Sprache, sonst sind sie aber der deutschen eben so mächtig, als der benannten Sprache. Jn den Kirchen wird allezeit hochdeutsch geprediget.“ Auch in Büschings 1752 erschienener Beschreibung der Herzogtümer Schleswig und Holstein wird Pellworm noch zum friesischen Sprachgebiet gerechnet. In der ersten Hälfte des 19. Jhs. muss sich das Niederdeutsche jedoch auf Pellworm durchgesetzt haben. Um 1840 konnte Hans Nicolai Andreas Jensen nur noch schreiben: „das Friesische hat sich verloren aus Eiderstedt, von Pellworm und Nordstrand...“ Einzelne Personen auf Pellworm sind aber noch in der zweiten Hälfte des 19. Jahrhunderts des Friesischen mächtig gewesen.
Außerdem brachten Auswanderer das Strander Friesisch nach Wyk auf Föhr mit, wo es neben dem einheimischen Fering bis in das 19. Jahrhundert gesprochen wurde. Um 1757 berichtete ein Beobachter noch über die sprachlichen Verhältnisse auf Föhr: "Jn Sonderheit ist der größte Unterschied zwischen der Sprache derer, die auf dem Lande und dem Flecken Wigk wohnen, zu merken. Daher denn auch allhier diese die „fresche“, jene aber die föhringsche Sprache genannt wird." Um 1901 jedoch konnte Theodor Siebs nur noch feststellen: „Die Mundart des alten Nordstrand, jetzt – vermute ich – ausgestorben; vor 12 Jahren lebte sie noch bei einigen alten auf Föhr wohnenden Ansiedlern, und dort habe ich Aufzeichnungen nach dem Munde des (damals etwa 80 Jahre alten, jetzt verstorbenen) Pastor Frerks gemacht.“
Ebenso wie die ausgestorbene Wyker Mundart ist das Halligfriesische als Fortsetzung des Strander Friesisch zu betrachten.